# باول بورنس
خطأ لوا في mw.text.lua على السطر 25: bad argument #1 to 'match' (string expected, got nil).
باول بورنس (بالإنجليزية: Paul Burns)‏ (18 مايو 1984 في المملكة المتحدة - ) هو لاعب كرة قدم بريطاني في مركز الوسط. لعب مع دونفرملين أثلتيك وكوين أوف ساوث.

## وصلات خارجية
- باول بورنس على موقع قاعدة بيانات كرة القدم.إي يو (الإنجليزية)
- باول بورنس على موقع Soccerbase.com (لاعب) (الإنجليزية)